# Coma (banda)
Coma é uma banda romena de new metal formada em 1999 na cidade de Bucareste.

## Integrantes
- Cătălin Chelemen - vocal
- Dan Costea - vocal
- Călin Marcu - guitarra
- Sorin Petrescu - baixo
- Răzvan Albu - bateria
- Răzvan Rădulescu - DJ

## Discografia
Álbuns
- 2001: Somn
- 2006: Nerostitele
- 2008: Coma Light
- 2016: Orizont